# Kameňany
Kameňany es un municipio del distrito de Revúca en la región de Banská Bystrica, Eslovaquia, con una población estimada a final del año 2024 de 851 habitantes.
Se encuentra ubicado al este de la región, en la cuenca hidrográfica del río Sajó —un afluente derecho del río Tisza— y cerca de la frontera con la región de Košice.

## Demografía
| Año        | 1994 | 2004     | 2014     | 2024    |
| ---------- | ---- | -------- | -------- | ------- |
| Población  | 638  | 706      | 826      | 851     |
| Diferencia |      | +10,65 % | +16,99 % | +3,02 % |

| Año        | 2023 | 2024    |
| ---------- | ---- | ------- |
| Población  | 843  | 851     |
| Diferencia |      | +0,94 % |